# 王瑞栴
王瑞栴（？—1647年），名或作瑞旃，字聖木，浙江溫州府永嘉縣人，明末至南明政治人物。

## 生平
王瑞栴是天啟四年（1624年）甲子科浙江鄉試第四十二名舉人，五年（1625年）乙丑科三甲第十一名進士。授蘇州府推官，兼理當地兌運，調和軍民交兌不和，省下每年不必要的開支三萬金，上級讓他立碑紀錄。崇禎七年（1634年）調河間府推官，遷工部主事，改兵部主事，陞兵部職方司員外郎，出為湖廣按察司僉事、兵備鄖襄，十一年（1638年）適逢張獻忠以穀城要求招撫，兵部尚書兼右副都御史熊文燦准許，他與巡按御史林銘球、總兵左良玉謀畫抓捕張獻忠，反對招撫，其後混世王、整世王、常國安、王光恩、惠登相相繼乞撫，他亦反對熊文燦招撫，到張獻忠再次叛亂，在牆壁寫下：「不受張獻忠錢者，鄖襄道王瑞栴一人耳。」於是他聲名大噪。
弘光帝即位，召用王瑞栴為太僕寺少卿，上陳官吏虐民，很快告歸。魯王朱以海監國，他以左僉都御史兼理軍餉，提出穩固民心，避免擾民，反駁方國安爭餉。隆武帝徵召他到福建督理浙東兵餉，晉左副都御史掌都察院事，福建和溫州淪陷後隱居在山中，不接受清朝招降，永曆元年（1647年）五月十五日是他的生日，他拜過家廟後舉行聚會，但很久也不出現，被發現在寢室時自縊而死，留下遺書五日後殮葬，官吏驗視後發現他已死去五日。

## 引用
1. 1 2  錢海岳《南明史·卷四十五·列傳第二十一》：王瑞栴，字聖木，永嘉人。天啟五年進士。授蘇州推官，兼理兌運。軍民交兌，恆相軋啟衅，瑞栴調劑得宜，歲省浮費三萬金，上官為勒石著令。
2. ↑  光緒《永嘉縣志·卷十一·選舉》：天啟四年甲子（舉人） 王瑞栴 乙丑進士
3. ↑  錢海岳《南明史·卷四十五·列傳第二十一》：改河間，入為工部主事，轉職方員外郎，遷鄖襄僉事。會張獻忠據穀城求撫，熊文燦許之。瑞栴以為非計，謀於林銘球、左良玉，將俟其至執之。文燦固以為不可，瑞栴言；「獻忠以撫愚我，我豈可以撫自愚。」文燦患，謂撓撫局。瑞栴曰：「非撓撫，實濟撫也。今良玉等力能辦寇，南漳賈一選、光化周壯鳳四面分防，皆為勁旅，當召布於穀城近郊，下令撫剿。夫寇未創而遽撫，彼將無所懼。惟示之以必剿之勢，乃心折不敢貳，否則玩而嘗我，我何以制其變也。」文燦不從。瑞栴知事必敗；亟陳隨征、歸農、解散三策，又不從。復自為檄諭獻忠，獻忠恃文燦庇己，不聽。瑞栴曰：「天下事可知矣。」已而混世王、整世王、常國安、王光恩、惠登相逼處均、房間，復乞撫，文燦又力持之。瑞栴曰：「爭撫必墮寇計，且倉卒問前後受撫，鄖襄為寇藪矣。」明年，獻忠果反，瑞栴已以憂去。獻忠留書於壁，言己之畔，總理使然。列上官姓名及取賄歲月多寡於下，題其末曰：「不受張獻忠錢者，鄖襄道王瑞栴一人耳。」繇是名大著。
4. ↑  錢海岳《南明史·卷四十五·列傳第二十一》：安宗立，召太僕少卿，極陳有司虐民狀，旋告歸。魯王監國，命以左僉都御史兼理軍餉。上言：「餉臣練臣宜不擾於民，以固人心。」未幾，方國安爭餉，瑞栴言：「正兵義兵均是兵也，當計八府正額若干，當核正兵義兵若干，而後均給之；不然，是激變也。」國安不從。已紹宗召至閩，命督理浙東兵餉，尋晉左副都御史掌院。閩地全陷，溫州亦亡，清招降不應，避之山中。有欲薦之者。永曆元年五月望，為瑞栴生日，從容拜家廟，置酒高會，良久不出，則縊死寢室矣。遺命五日而殮。及有司驗視，正五日云。
5. ↑  《明季南略·卷十》：王瑞栴字聖木，溫州永嘉縣人。天啟五年乙丑進士，原官兵部職方員外郎。大清兵陷溫州，貝勒下擢用之令；乃集先世遺像，親為題志，且拜且泣曰：『死見先帝，即歸膝下耳！』遂與姻友會酌，悲歌盡懽。已而，入戶縊殉。
6. ↑  《南疆繹史·卷14》：王瑞旃字聖木，永嘉人。天啟乙丑進士，授蘇州推官，兼理兌運。軍民交兌，恆相軋啟釁；瑞旃調劑得宜，歲省浮費三萬金，上官為勒石著令。尋改河間推官，入為工部主事，轉兵部職方員外郎，擢鄖襄兵備僉事。
會張獻忠據榖城乞撫，總理熊文燦許之。瑞旃以為非計，謀於巡按林銘球、總兵左良玉，將俟其至執之。文燦固以為不可。瑞旃言：『賊以撫愚我，我豈可以撫自愚？』文燦恚，以為撓撫局。瑞旃曰：『非撓撫，實濟撫也。今良玉等力能辦賊，南漳費一選、光化周士鳳四面分防，皆為勁敵。當召布於榖城近郊，下令會剿。夫賊未創而遽撫，彼將無所懼；惟示之以必剿之勢，乃心折不敢貳。否則，玩而嘗我，我何以制其變也？』文燦不從。瑞旃知事必敗，亟陳隨征、歸農、解散三策；又不從。乃自為檄諭獻忠；獻忠恃文燦庇己，不聽。瑞旃曰：『天下事可知矣！』繼而群盜混世王、整世王、托天王、小秦王、過天星逼處均、房間，復乞撫；文燦又力持之。瑞旃曰：『爭撫必墮賊計；且倉猝間前後受撫，鄖襄為賊藪矣！』文燦堅執不從。明年，獻忠果反，瑞旃已以憂去。獻忠留書於壁，言己之叛，總理使然。列具上官姓名及取賄歲月多寡於下；題其末曰：『不受獻忠錢者，鄖襄道王瑞旃一人耳。』由是，名大著。
南渡，授太僕寺少卿，將用為湖廣巡撫，極陳有司虐民狀。旋告歸。
唐王召赴福建，仍故官，督理兵餉。未幾，閩地全失，溫州亦不守；諭降不應，避之山中。丁亥五月十五，為瑞旃生日；從容拜家廟，置酒高會。既而良久不出，則縊死寢室矣。遺命五日而殮；及有司驗視，恰五日云。
7. ↑  《明史·卷276》：王瑞栴，字聖木，永嘉人。天啟五年進士。授蘇州推官，兼理兌運。軍民交兌，恒相軋啟釁。瑞栴調劑得宜，歲省浮費三萬金，上官為勒石著令。貴人弟奸法，執問如律。其人中之當道，將議調，遂歸。崇禎七年起河間推官，遷工部主事，調兵部，轉職方員外郎，擢湖廣兵備僉事，駐襄陽。十一年春，張獻忠據穀城乞撫，總理熊文燦許之。瑞栴以為非計，謀於巡按林銘球、總兵官左良玉，將俟其至，執之。文燦固執以為不可。瑞栴言：「賊以計愚我，我不可為所愚。今良玉及諸將賈一選、周仕鳳之兵俱在近境，誠合而擊之，何患不捷。」文燦怒，責以撓撫局。瑞栴曰：「賊未創而遽撫，彼將無所懼。惟示以必剿之勢，乃心折不敢貳。非相撓，實相成也。」文燦不從。瑞栴乃列上從征、歸農、解散三策，文燦亦不用。瑞栴自為檄諭獻忠，獻忠恃文燦庇己，不聽。明年，獻忠叛，瑞栴先已丁憂歸。獻忠留書於壁，言己之叛，總理使然。具列上官姓名及取賄月日，而題其末曰：「不納我金者，王兵備一人耳。」由是瑞栴名大著。服闋，未及用而都城陷。福王時，召為太僕少卿，極陳有司虐民之狀，旋告歸。唐王召赴福建，仍故官，未幾復歸。及閩地盡失，溫州亦不守，避之山中。有欲薦令出者，乃拜辭家廟，從容入室自經死。

## 延伸阅读
[在维基数据编辑]
 《明史卷二百七十六》，出自《明史》